# Фредерік Мартен
Фредерік Мартен (фр. Frédérique Martin; нар. 28 січня 1969) — колишня французька тенісистка.
Найвищу одиночну позицію світового рейтингу — 322 місце досягла 27 березня 1989, парну — 107 місце — 8 травня 1989 року.
Здобула 2 парні титули туру ITF.

## Фінали ITF
| Легенда         |
| --------------- |
| Турніри $25,000 |
| Турніри $10,000 |

### Парний розряд: 3 (2–1)
| Результат | Ранг | Дата           | Турнір                  | Покриття | Партнерка       | Суперниці                  | Рахунок       |
| --------- | ---- | -------------- | ----------------------- | -------- | --------------- | -------------------------- | ------------- |
| Поразка   | 1.   | 20 липня 1986  | Паліано, Італія         | Ґрунт    | Крістіна Казіні | Лаура Мурго Патріція Мурго | 3–6, 6–4, 3–6 |
| Перемога  | 1.   | 20 квітня 1987 | Queens, Велика Британія | Тверде   | Джо Луїс        | Ілсе де Рюйсхер Валда Лейк | 6–1, 5–7, 6–4 |
| Перемога  | 2.   | 3 липня 1988   | Мальє, Італія           | Ґрунт    | Віржіні Паке    | Їда Ей Яюк Басукі          | 5–7, 6–2, 6–2 |